# Rabča
Rabča je obec na Slovensku v okrese Námestovo.

## Historie
První známá písemná zmínka o obci pochází z roku 1550. V obci je moderní římskokatolický kostel Navštívení Panny Marie z první poloviny 20. století.

## Geografie
Obec se nachází v nadmořské výšce 620-670 metrů a rozkládá se na ploše 25,16 km². K 31. prosinci roku 2017 žilo v obci 5 006 obyvatel.

## Osobnosti
- Ján Briššák (1904 – 1978), katolický kněz a autor náboženské literatury